# Where she lies asleep
Where she lies asleep is een compositie van Frank Bridge.
Het is een toonzetting uit april 1914 van het gedicht Hush van Mary Elizabeth Coleridge. Het lied verscheen in drie versies: een voor zangstem en piano, een voor zangstem en strijkkwartet en een voor zangstem en orkest. Het werk wordt gespeeld in tempo Andante ben moderato. Bridge wendde zich nog tweemaal tot Coleridge, voor Love went a-ride en Thy hand in mine.
Tekst:
She sleeps so lightly, that in trembling fear
Beside her, where she lies asleep, I kneel.
The rush of thought and supplication staying,
Lest by some inward sense she see and hear,
If I too clearly think, too loudly feel,
And break her rest by praying.

## Discografie
- Uitgave Chandos: BBC National Orchestra of Wales o.l.v. Richard Hickox met Philip Langridge (tenor, een opname uit 2004 (orkestversie)
- Uitgave Hyperion: Roger Vignoles (piano), Louise Winter (mezzosopraan), een opname uit januari 1997